# I-90
I-90 (Interstate 90) — самая длинная из межштатных автомагистралей в Соединённых Штатах Америки, длиной 4862 километров (3021 миля). Её начальная точка находится в Сиэтле, штат Вашингтон, на Четвёртой авеню, рядом со стадионами Safeco Field и Lumen Field, а конечная — в Бостоне, штат Массачусетс, на Route 1A, недалеко от Logan International Airport. Трасса пересекает континентальный водораздел восточнее Бьютта, штат Монтана.
После пересечения границы между Висконсином и Иллинойсом бо́льшая часть Interstate 90 становится платной: участки Jane Addams Memorial Tollway, Chicago Skyway, Indiana Toll Road, Ohio Turnpike, New York State Thruway и Massachusetts Turnpike, а также Ted Williams Tunnel. Однако встречаются и бесплатные участки дороги: они проходят через Чикаго и Большой Кливленд, северо-восток Огайо и Пенсильванию и возле Буффало, Олбани и Бостона.

## Описание маршрута
|       | миль    | км      |
| WA    | 296.92  | 477.85  |
| IH    | 73.55   | 118.37  |
| MT    | 552.46  | 889.1   |
| WY    | 208.8   | 336.03  |
| SD    | 412.76  | 664.27  |
| MN    | 275.7   | 443.7   |
| WI    | 108.61  | 174.79  |
| IL    | 123.89  | 199.38  |
| IN    | 156.28  | 251.51  |
| OH    | 244.75  | 393.89  |
| PA    | 46.3    | 74.51   |
| NY    | 385.48  | 620.37  |
| MA    | 135.72  | 218.42  |
| Всего | 3021.22 | 4862.18 |

### Вашингтон

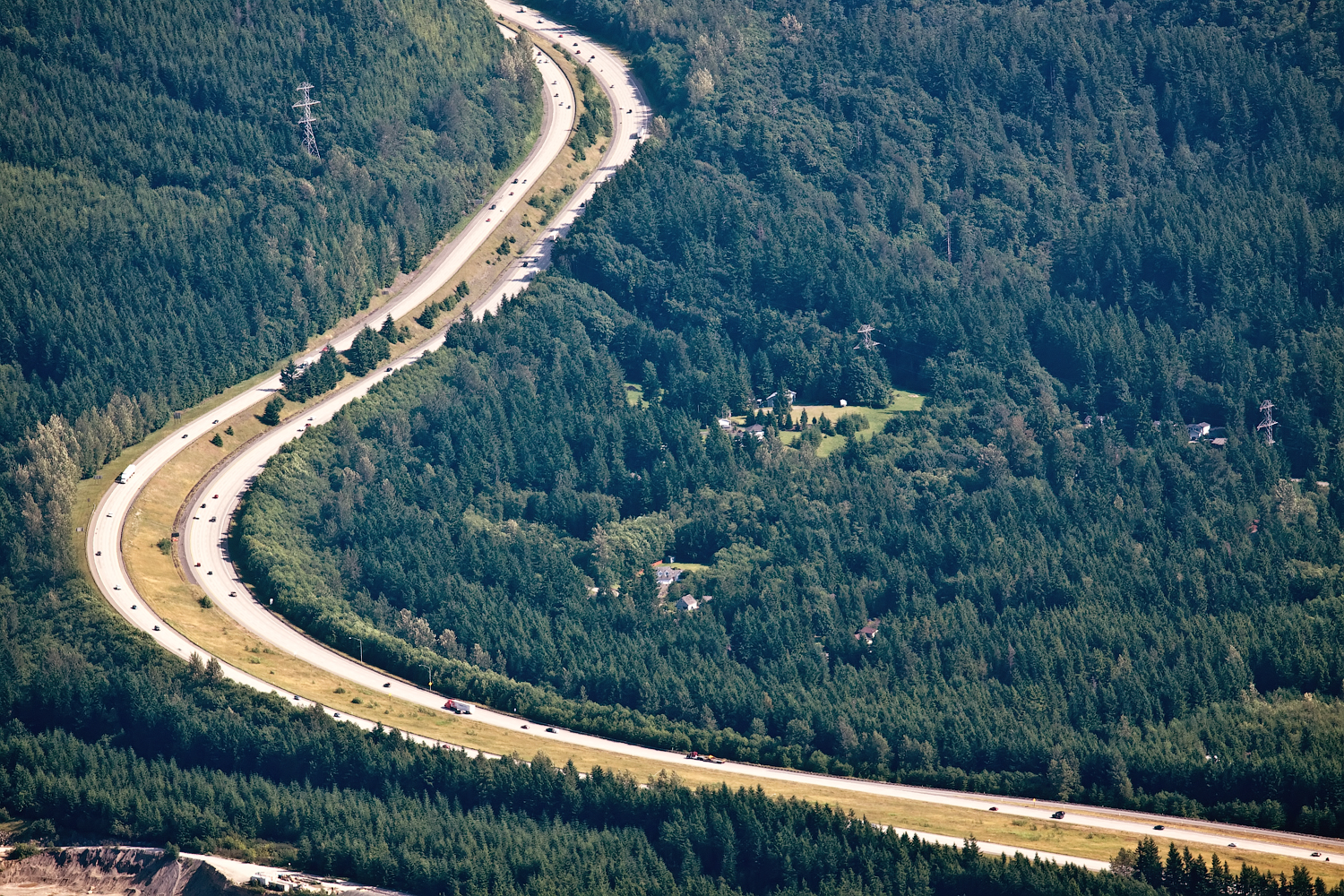
I-90. Вид с горы Si в штате Вашингтон

В 2003 конечный пункт автомагистрали в Сиэтле был переоборудован для большей пропускной способности от двух близлежащих спортивных стадионов. Первое ответвление расположено рядом со стадионом «Квест Филд», а второе — в полукилометре к югу, рядом со стадионом «Сейфко Филд», на Четвёртой авеню.
Далее проходит туннель, проходящий под горой Бейкер и внесённый в Национальный реестр исторических мест США.
В состав Interstate 90 входят два из самых длинных в мире понтонных мостов: парные мост имени Лейси В. Мерроу и мост имени Хоумера М. Хедли, которые расположены на озере Вашингтон и соединяют Сиэтл с островом Мерсер. По своей длине они занимают второе и пятое места соответственно.
В сорока милях к востоку от Белвью Interstate 90 пересекает перевал Снокуолми высотой в 921 метр, который является частью Каскадных гор. На 137 миле Interstate 90 пересекает реку Колумбия по Вантиджскому мосту, на 279 миле проходит через Спокан и ещё через 20 миль достигает Айдахо.

### Айдахо
В Айдахо Interstate 90 проходит через город Уоллес, многие исторические здания которого были внесены в Национальный реестр исторических мест США в 1976 году, что и заставило Федеральное Правительство США сдвинуть автомагистраль ближе к северу города. Этот участок Interstate 90 был открыт в сентябре 1991 году.

## Вспомогательные магистрали
- Рапид-Сити (Южная Дакота) —  I-190
- Съезд в Международном аэропорте О’Хара —  I-190
- Съезд в Буффало и Ниагара-Фолсе —  I-190
- Съезд в Леминстере —  I-190
- В северных пригородах Буффало —  I-290
- Съезд в Вустере —  I-290
- Съезд в Рочестере —  I-390
- Съезд в Рочестере —  I-490
- Кливленд —  I-490
- В юго-восточных пригородах Рочестера —  I-590
- Съезд в Сиракьюсе —  I-690
- Ютика —  I-790
- Съезд в Скенектади —  I-890
- В северо-восточных пригородах Буффало —  I-990